# Народно читалище „Драгоман – 1925“
Народно читалище „Драгоман 1925“ е читалището в град Драгоман, България. Създадено е през 1925 г. Актуалната му регистрация в Министерство на културата на Република България е под номер 1090. То е едно от седемте читалище на територията на Община Драгоман.

## История
Читалището е основано на 6 ноември 1925 г. от двадесет и двама местни жители. В продължение на десет години читалището функционира в частни сгради. Първите опити за строеж на самостоятелна сграда за читалището започват през 1932, когато с общински средства са докарани необходимите материали, но така и не е предприет, тъй като не може да се реши на кое място да се построи сградата. Всеки един от членовете на управата предлага собствена земя за строежа, и споровете продължават до 1934 година, когато е заделен общински имот за сградата.
Съвременната триетажна сграда на читалището в центъра на града е построена през 1963 г. и обновена през 1980 г. Сградата разполага със салон с 250 места, камерна зала с 50 места, репетиционни и гримьорни, зала с музейна сбирка. До 1974 година в Драгоман е имало и второ читалище, „Просвета“, в квартал „Драгоман“, но през 1974 година двете читалища се обединяват. Най-дългогодишен председател на читалището е Благой Божилов – от 1971 г. до 2014 г. Председател на Н.Ч. „Драгоман 1925“ е Албена Дончева.

## Дейности
Народно читалище „Драгоман 1925“ извършва традиционната библиотечна дейност и художествена самодейност в сценичните изкуства музика, театър, балет. Художествен ръководител на читалището е Росен Димитров.
Библиотечната дейност се осъществява в две библиотеки – градска и квартална – с около 400 читатели и 35 000 тома литература. Библиотеката е носител множество отличия за добри постижения в библиотечното дело.
Театралният състав е основан през 1928 г. През 1930 в сградата на читалището е осъществена първата кинопрожекция в Драгоман. През 1947 г. започва да функционира танцов състав. През 1973 г. към читалището е основан киноклуб „Мелдия“ и естрадно-сатиричен състав „Драгостен“. Две години по-късно е създадена и музикална школа. През 1997 г. са открити радиоклубът „Драготон“ и музейната сбирка „Роден край“.
Читалището развива художествените дейности с общо 120 самодейци, 300 читатели и 150 души колективни членове.

## Музейна сбирка
Музейната колекция на Народно читалище „Драгоман 1925“ е създадена през 1997 г. по инициатива на Благой Божилов – Почетен председател на Н.Ч. „Драгоман 1925“ и включва етнографски експонати като традиционни мъжки и женски носии от Драгоман и околността, съдове и инструменти, използвани в бита и пресъздаващи народни обичаи и традиции. Сред най-значимите експонати на сбирката са оригиналните стенописи от Маломаловският манастир „Свети Николай Чудотворец“.

## Галерия
- Стенописите от Маломаловския манастир

- Традиционни носии от Драгоманския край